# Marcinkowo Górne
Marcinkowo Górne – wieś w Polsce położona w województwie kujawsko-pomorskim, w powiecie żnińskim, w gminie Gąsawa.

## Demografia
W latach 1975–1998 miejscowość administracyjnie należała do województwa bydgoskiego. Według Narodowego Spisu Powszechnego (III 2011 r.) liczyła 192 mieszkańców. Jest dziewiątą co do wielkości miejscowością gminy Gąsawa.

## Historia
W Marcinkowie Górnym 24 listopada 1227 zginął w zamachu książę Leszek Biały. Wydarzenie to zostało upamiętnione wzniesieniem w 700. rocznicę zbrodni, w 1927 r., pomnika według projektu krakowskiego rzeźbiarza Jakuba Juszczyka. Podczas okupacji pomnik ten został zniszczony przez Niemców; autor pomnika zmarł w czasie wojny. Ponownie odsłonięto pomnik w 1973 r.; na podstawie zachowanych fotografii kopię pomnika stworzył rzeźbiarz z Bydgoszczy Rudolf Rogatty.

## Zabytki
Według rejestru zabytków NID na listę zabytków wpisany jest zespół dworski, nr rej.: A/1005/1-5 z 3.05.1966 i z 10.06.1987:
- dwór, 1. ćwierć XIX w.
- park, 1. połowa XIX w.
- 2 oficyny, 1. ćwierć XIX w.
- oficyna, tzw. domek, 2. ćwierć XIX w.

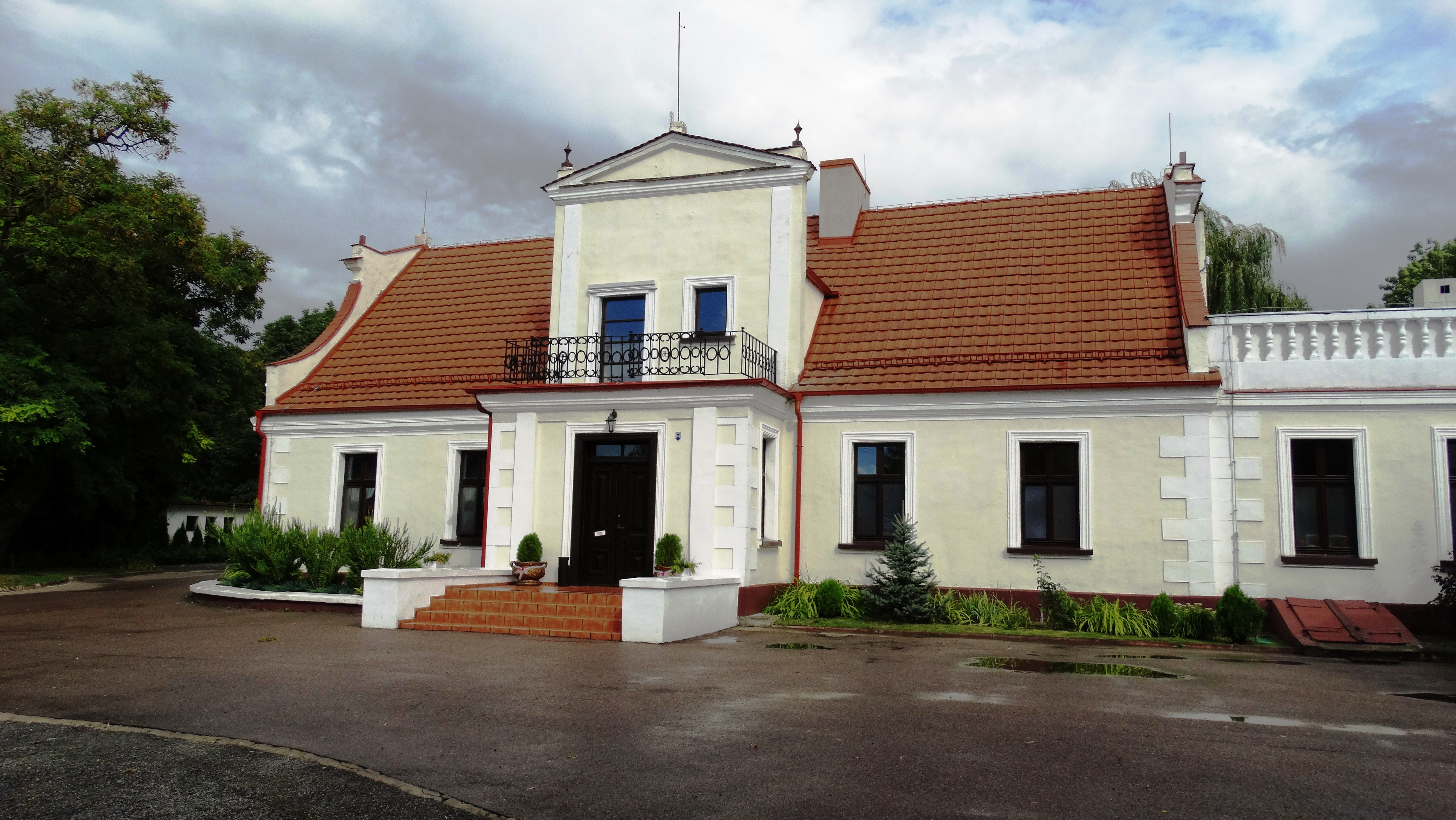
Dwór Karskich
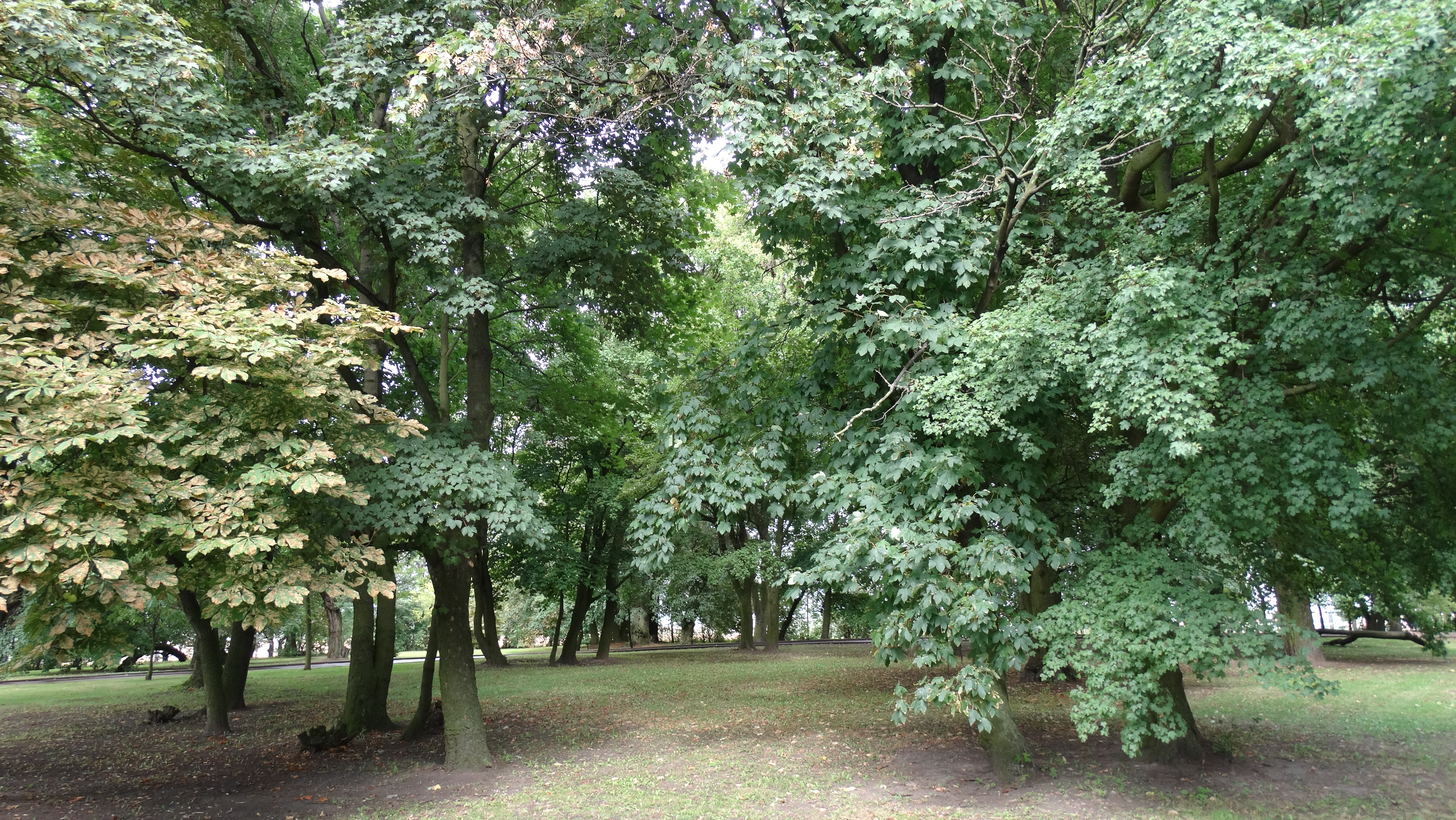
Park
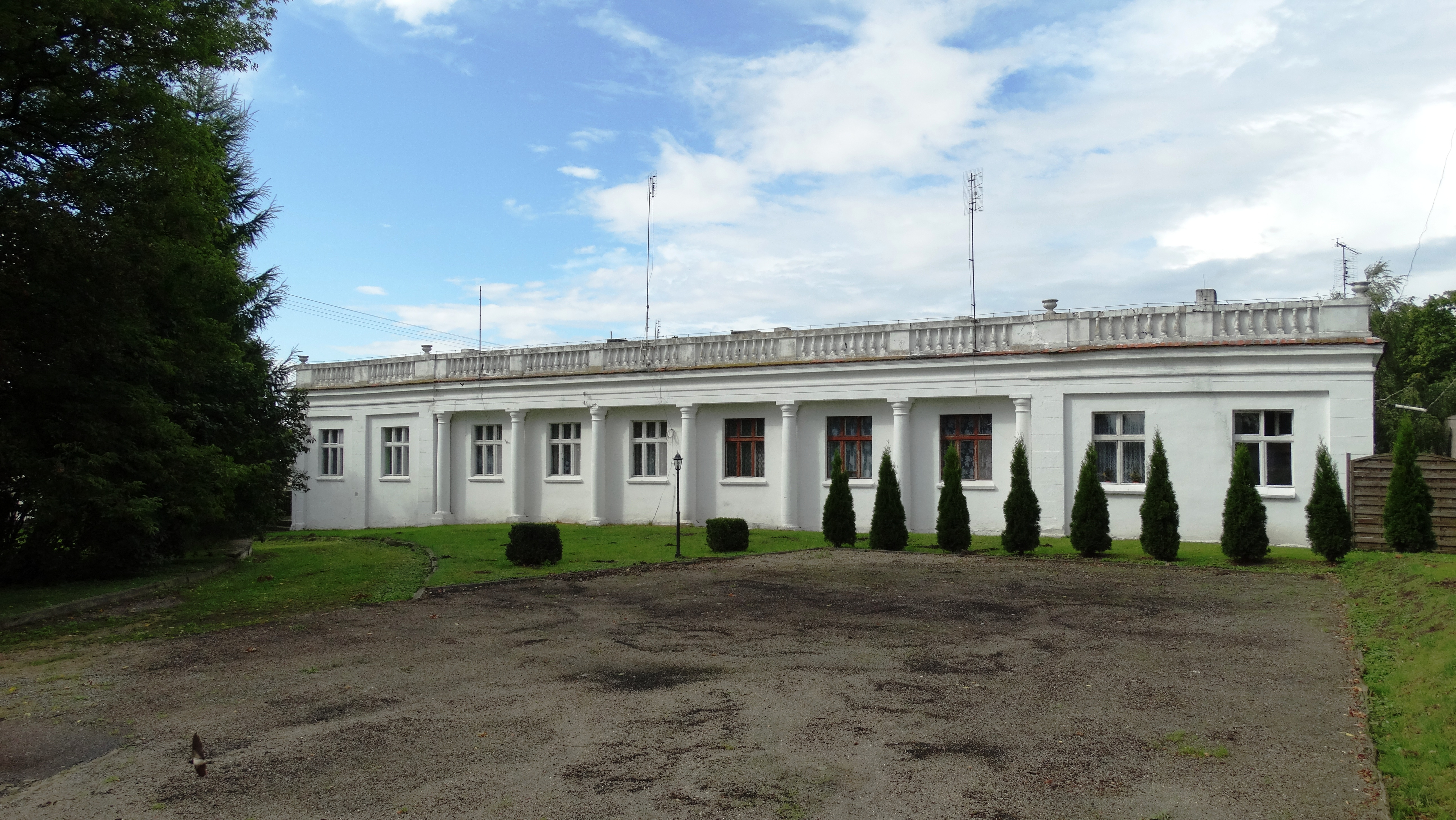
Stajnia, obecnie budynek mieszkalny (oficyna I)
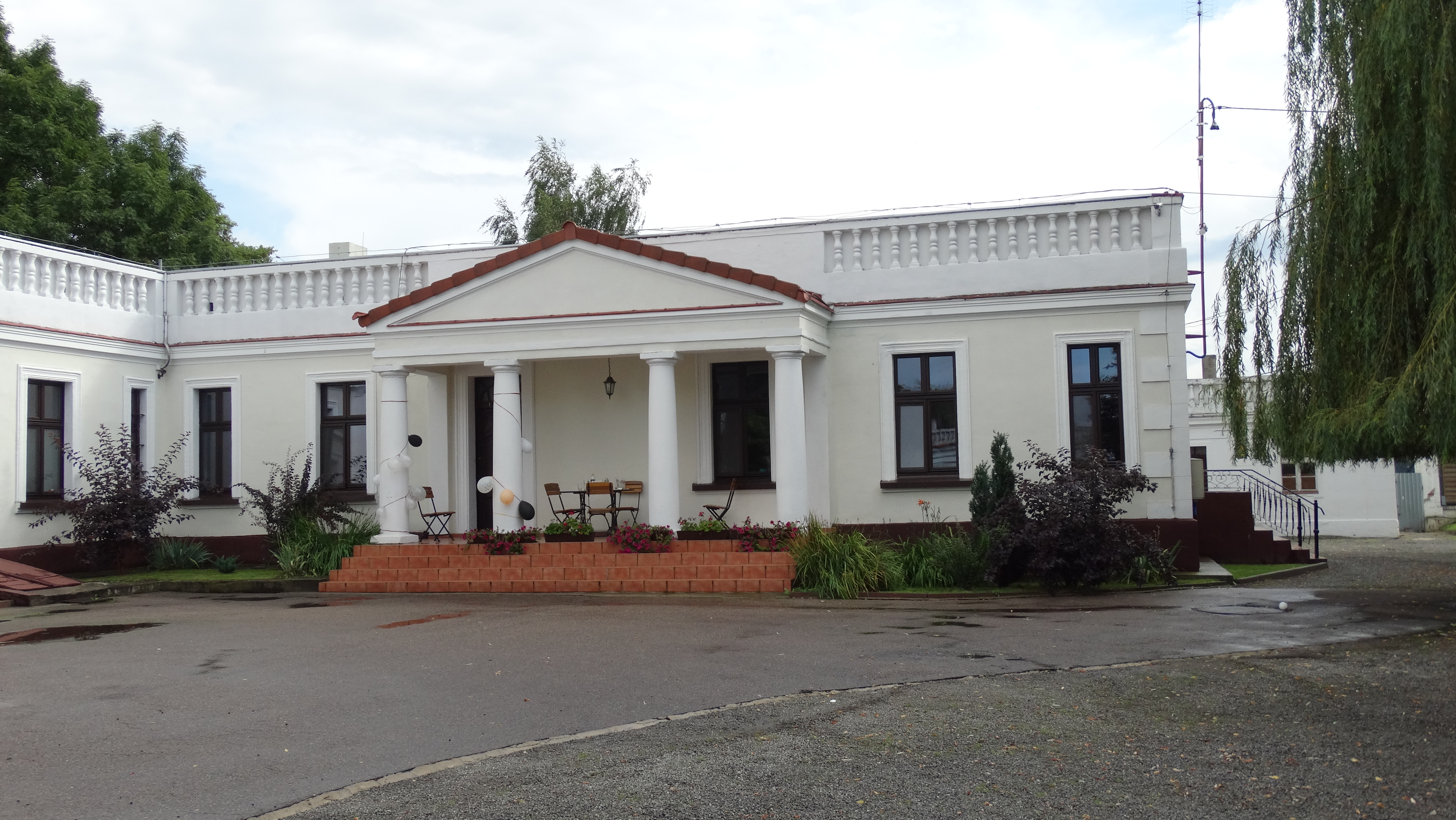
Oficyna II
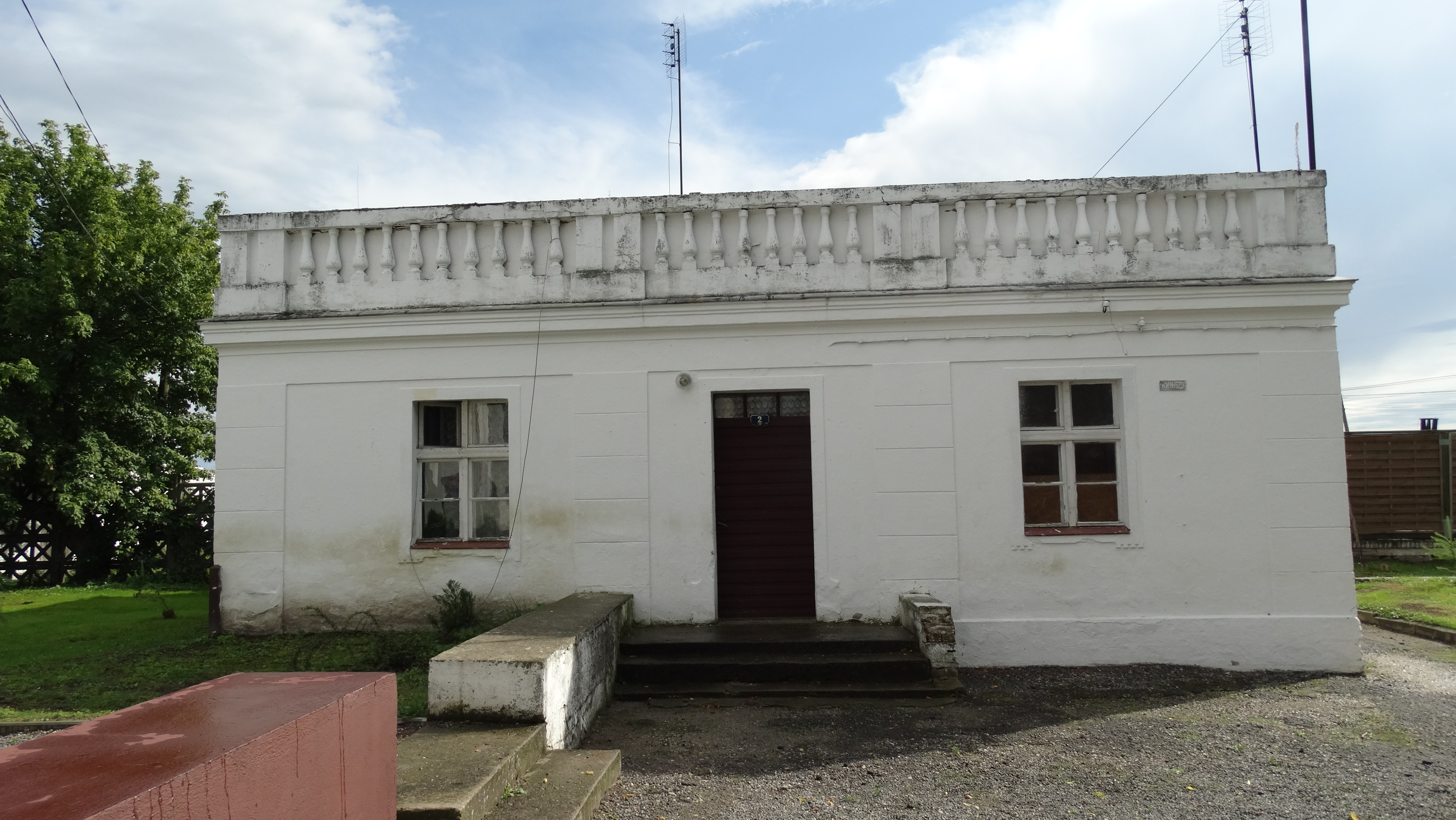
Oficyna, tzw. domek